# Samuel Pepys
Samuel Pepys[ piːps ] (Londra, 23 febbraio 1633 – Clapham, 26 maggio 1703) è stato un politico e scrittore inglese. Fu uno dei principali funzionari statali del XVII secolo inglese, ma oggi è famoso soprattutto per il suo diario. Questo è un'affascinante commistione di rilevazioni personali e testimonianze di grandi avvenimenti, come la Grande peste di Londra e il Grande incendio di Londra.

## Biografia
Samuel Pepys nacque a Londra nel 1633, figlio di un sarto, John Pepys, e di Margaret Kite. Fu educato alla St Paul's School nel periodo fra gli anni 1646 e 1650. Nel 1649 assistette all'esecuzione di Carlo I. Frequentò il Magdalene College di Cambridge nel 1651 e conseguì la laurea nel 1654. Poco tempo dopo, nello stesso anno o all'inizio del 1655, entrò nella famiglia di un suo lontano cugino Edward Montagu. Il 1º dicembre 1655 sposò Elisabeth de St Michel (1640–1669) nella chiesa di Santa Margherita, a Londra. Samuel soffriva di calcoli alla vescica, probabilmente malattia ereditaria dato che anche la madre e la figlia ne soffrivano. Nel 1657 si fece operare, e considerando le situazioni igieniche e la conoscenza della medicina egli si sottopose ad un grande rischio, passò l'intervento senza troppi problemi e dato l'esito positivo si diede un grande banchetto.
Il giorno di Capodanno 1660 cominciò il suo diario come proposito per l'anno nuovo. In aprile e maggio dello stesso anno accompagnò la flotta di Montagu nei Paesi Bassi per richiamare Carlo II, e alla fine di giugno fu nominato Clerk of the Acts al Ministero della Marina. Passò i successivi cinque anni ad imparare le questioni dell'amministrazione navale, e gradualmente diventò un membro importante e influente dell'establishment.
Pepys visse, lavorò e scrisse il suo diario in un periodo di eventi storici significativi, tra cui la Seconda guerra Anglo-Olandese del 1665-1667, la grande peste del 1665, e l'incendio di Londra del 1666. In molteplici occasioni nel 1667 e nel 1668 apparve di fronte ad una commissione scelta del Parlamento inglese per difendere la contabilità del Ministero della Marina e per persuadere all'emissione di fondi sufficienti al mantenimento della flotta.
Per tutto il periodo del diario la sua salute, e in particolare la sua vista, soffrirono per le lunghe ore di lavoro. Alla fine di maggio 1669 concluse a malincuore che per la salute dei suoi occhi avrebbe dovuto smettere completamente di scrivere, e da allora in poi dettare appunti e lettere ai suoi impiegati. Ciò significò anche che non avrebbe più potuto scrivere il suo diario. Insieme alla moglie si prese una vacanza in Francia e Paesi Bassi da giugno a ottobre del 1669, ma al loro ritorno Elisabetta si ammalò, e morì il 10 novembre 1669.  Pepys le eresse un monumento nella chiesa di St Olave's, Hart Street a Londra.
Nel 1673 fu promosso Segretario di Commissione del Ministero della Marina, e eletto deputato (Membro del Parlamento, MP) per Castle Rising (Norfolk).  Nel 1676 fu eletto Master della Trinity House, e all'inizio del 1679 fu eletto deputato per Harwich.  Comunque nel maggio 1679 fu attaccato dai nemici politici; si dimise dal Segretariato per il Ministero della Marina e fu imprigionato nella Torre di Londra con il sospetto di tradimento per carteggi con la Francia. Fu rilasciato a luglio, ma i procedimenti contro di lui non caddero fino all'estate seguente, giugno 1680.
Nel 1683 fu mandato a Tangeri per aiutare Lord Dartmouth ad evacuare la colonia inglese locale, e dopo sei mesi di servizio tornò in Inghilterra il 30 marzo 1684 attraverso la Spagna.  Nel giugno 1684, ancora una volta ritornato in grazia, fu nominato Segretario del Re per gli affari della Marina, una carica che mantenne fino alla morte di Carlo II nel febbraio 1685 e dopo l'ascesa al trono di Giacomo II. L'Isola di Pepys, un'isola fantasma che si riteneva fosse vicino alla Georgia del Sud, prese il nome da lui, essendo stata scoperta durante la sua carica all'Ammiragliato. Dal 1685 al 1688 fu attivo non solo come Segretario della Marina, ma anche come parlamentare per Harwich. Fu un leale sostenitore di Giacomo II, e quando costui abbandonò il paese alla fine del 1688, anche la carriera di Pepys si concluse; nel gennaio 1689 fu battuto alle elezioni parlamentari a Harwich e nel febbraio, una settimana dopo l'ascesa al trono di Guglielmo e Maria, si dimise dal Segretariato.
Da maggio a giugno 1689, e nuovamente nel giugno 1690, fu imprigionato con il sospetto di essere seguace del Giacobitismo (di essere seguace di Giacomo II), ma contro di lui non furono mai portate accuse. Nello stesso anno avvenne la pubblicazione del suo resoconto delle sue attività pubbliche , Memories Relating to the State of the Royal Navy. Dopo il suo rilascio, all'età di 57 anni, egli si ritirò dalla vita pubblica. Dieci anni più tardi, nel 1701, si trasferì fuori Londra in una casa di campagna a Clapham dove visse fino alla morte, avvenuta il 26 maggio 1703. Non ebbe figli, ma lasciò i suoi beni al nipote John Jackson.

## Interessi e traguardi
Oltre ad essere uno dei più importanti funzionari pubblici della sua età, Pepys fu un uomo enormemente colto, interessandosi ai libri, alla musica, al teatro e alla scienza. Fu membro di molte commissioni e società pubbliche.
- Fu spesso deputato per Castle Rising (Norfolk), per Sandwich e per Harwich. La maggior parte di queste circoscrizioni elettorali avevano connessioni con il suo protettore Edward Montagu.
- Sempre grazie a Montagu, fu coinvolto nella breve amministrazione della colonia di Tangeri. Fu nominato alla Commissione di Tangeri nel 1662 quando la colonia fu fondata per la prima volta, e diventò Tesoriere nel 1665. Si dimise nel 1679, ma nel 1683 partì come segretario della spedizione di Lord Dartmouth per evacuare la colonia.
- Venne eletto Fellow della Royal Society nel 1665 e fu nominato Presidente della stessa dal 1º dicembre 1684 al 30 novembre 1686. Il frontespizio del Principia Mathematica di Isaac Newton, venne pubblicato in questo periodo, e reca il nome di Pepys.
- Venne ammesso come Younger Brother della Trinity House nel 1662, e come Elder Brother nel 1672. Fu nominato Master dal 22 maggio 1676 al 26 agosto 1689.
- Dal 1676, fu governatore della scuola del Christ's Hospital, e fu coinvolto nella fondazione della scuola di matematica. Fu governatore per molti anni e fu ricompensato per i suoi servigi nel 1699, venendo nominato freeman della Città di Londra.

Il suo contemporaneo John Evelyn lo ricorda come "universalmente amato, ospitale, generoso, istruito in molte cose". Il carattere di Pepys sembra compreso nel suo motto mens cujusque is est quisque (da Cicerone, Somnium Scipionis, VI 26), che può tradursi in "La mente di ogni uomo è ciò che egli è" o più poeticamente, "La mente è l'uomo".

### La biblioteca di Pepys
Pepys fu un grande bibliofilo e curò attentamente la sua grande collezione di libri, manoscritti e stampe. Alla sua morte aveva più di 3.000 volumi, compresi i diari, tutti attentamente catalogati e indicizzati. Essi formano la più importante biblioteca privata del XVII secolo sopravvissuta fino ai giorni nostri. In essa ci sono notevoli esempi di incunaboli, manoscritti e ballate. Pepys diede disposizioni dettagliate nel suo testamento, per la conservazione della sua collezione di libri, e quando suo nipote John Jackson morì nel 1723, essa venne trasferita intatta alla Pepys Library del Magdalene College di Cambridge, dove risiede tuttora. L'eredità comprendeva tutte le librerie originali e le sue elaborate istruzioni che "il posizionamento in base all'altezza sia osservato strettamente e, quando necessario, più graziosamente aggiustato".

### Il Diario

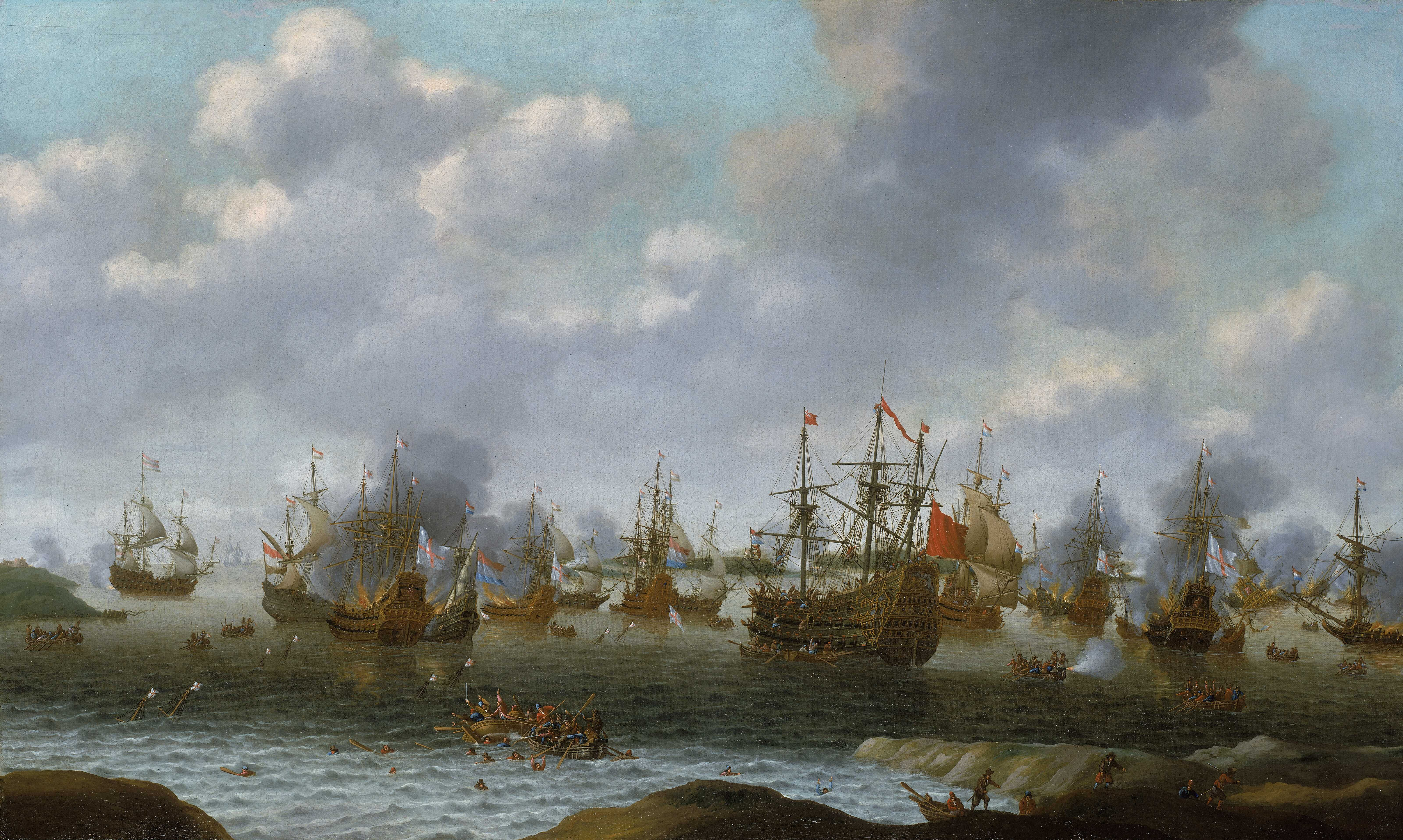
L'attacco Olandese sul Medway, giugno 1667, dipinto di Pieter Cornelisz van Soest.

Tra i pezzi più importanti della libreria sono i manoscritti originali del diario di Pepys. Anche se è chiaro dal contenuto che venne scritto puramente come registrazione personale della sua vita e non per essere pubblicato, ci sono indicazioni che Pepys operò attivamente per conservarlo. Oltre al fatto che scrisse il diario in bella copia partendo da fogli di brutta, egli fece anche rilegare i vari fogli in sei volumi, e li catalogò nella sua libreria assieme agli altri libri, e deve aver saputo che eventualmente qualcuno li avrebbe trovati interessanti.
Il diario fu scritto in una delle molte forme standard di stenografia usate al tempo di Pepys, ma quando il college si interessò al diario, si pensò che fosse cifrato. Il reverendo John Smith venne incaricato di trascrivere i diari in inglese, e lavorò a questo per tre anni, dal 1819 al 1822, apparentemente senza sapere che una chiave per il sistema di stenografia era conservata nella libreria di Pepys pochi scaffali sopra i volumi del diario. Esistono comunque indizi su consultazioni precedenti, forse grazie al ritrovamento fortuito della chiave, visto che un passo del diario viene citato correttamente in un saggio sul commercio pubblicato nel 1812. La trascrizione di Smith (anch'essa conservata nella Pepys Library) fu la base per la prima edizione del diario, pubblicato in due volumi nel 1825.
Una seconda trascrizione, fatta con la chiave per interpretare la stenografia, ma spesso meno accurata, venne completata nel 1875 da Mynors Bright, e pubblicata nel 1875–1879. Henry Wheatly, prendendo da entrambi i predecessori, produsse una nuova edizione nel 1893–1899, rivista nel 1926 con l'aggiunta di note e un indice. L'edizione completa e definitiva, redatta e trascritta da Robert Latham e William Matthews, venne pubblicata in nove volumi, più due separati di accompagnamento e indice, tra il 1970 e il 1983. Sono disponibili anche diverse versioni concise del testo, in singolo volume.
Pepys registrò la sua vita quotidiana per quasi dieci anni, con sorprendente onestà; le donne cui corse dietro, i suoi amici, i suoi affari, sono tutti descritti. Il suo diario rivela le sue gelosie, insicurezze, preoccupazioni, le sue romanze, la relazione con la moglie, i maltrattamenti dei domestici. È un importante resoconto della Londra degli anni 1660. Vi si trovano le sue personali descrizioni della restaurazione della monarchia, della grande peste del 1665, del grande incendio di Londra del 1666, e dell'arrivo della flotta olandese e di altri eventi della Seconda guerra Anglo-Olandese (1665-1667).
Il suo lavoro gli richiedeva di incontrare molte persone per dispensare soldi e firmare contratti. Egli spesso si lamentava di come "perse il suo tempo" essendosi recato a qualche appuntamento in un locale o una taverna, per scoprire che la persona che stava cercando non si trovava li. Questa era una costante frustrazione per Pepys.
Similarmente il diario dà un dettagliato resoconto della vita privata di Pepys. Amava il vino e il gioco, e la compagnia di altre persone. Spese inoltre molto tempo nel valutare la sua fortuna e il suo posto nel mondo. Era sempre curioso e spesso assecondò la sua curiosità, così come seguì quasi tutti i suoi impulsi.
Era appassionatamente interessato alla musica e componeva, cantava e suonava per diletto. Insegnò a cantare alla moglie e le pagò delle lezioni di danza (anche se queste cessarono quando diventò geloso del maestro di danza, Thomas Greeting).
Aveva una visione abbastanza puritana della vita, e periodicamente si riprometteva di dedicare più tempo al lavoro che ai piaceri. Ad esempio, in questa annotazione del 1º gennaio 1661 dice: "Ho nuovamente prestato solenne giuramento di astenermi dal gioco e dal vino…" I mesi seguenti svelano le sue mancanze al lettore, come ad esempio il 17 febbraio, quando scrive: "E qui bevo vino secondo necessità, essendo malato per il desiderio di esso."
Il diario dà un resoconto dettagliato del percorso della vita di Pepys. La sua caratteristica frase di chiusura era: "E ora a letto."
Il compositore Robert Steadman arrangiò alcune sezioni del diario in un'opera di 30 minuti per narratore, coro e piccola orchestra, intitolata Pepys' Diary, che venne commissionata dalla City of London Freemen's School.